# Bảo tàng ngoài trời Làng Pogórzańska Roman Reinfuss ở Szymbark
Bảo tàng ngoài trời Làng Pogórzańska Roman Reinfuss ở Szymbark (tiếng Ba Lan: Skansen Wsi Pogórzańskiej im. prof. Romana Reinfussa w Szymbarku) là một bảo tàng ngoài trời tọa lạc ở làng Szymbark, xã Gorlice, huyện Gorlicki, tỉnh Małopolskie, Ba Lan. Từ năm 2007, Bảo tàng ngoài trời Làng Pogórzańska Roman Reinfuss ở Szymbark là một chi nhánh của Bảo tàng Dwory Karwacjanów và Gładyszów ở Gorlice. Hoạt động của bảo tàng ngoài trời tập trung vào việc trưng bày những đồ vật đặc trưng cho kiến trúc dân gian có xuất xứ từ huyện Gorlicki.

## Lịch sử
Vào năm 1962, Jerzy Tur đã khởi xướng việc tổ chức một bảo tàng ngoài trời nhỏ ở Szymbark nhằm giới thiệu kiến trúc nông thôn của những người Pogórzanie sống ở vùng lân cận Gorlice. Roman Reinfuss là nhà tư vấn trong quá trình tổ chức bảo tàng ngoài trời ở Szymbark.
Bảo tàng chính thức mở cửa cho công chúng vào ngày 19 tháng 9 năm 1987. Trong những năm đầu hoạt động, bảo tàng là một chi nhánh của Bảo tàng Quận ở Nowy Sącz. Vào ngày 27 tháng 5 năm 2010, nhân kỷ niệm 100 năm ngày sinh của Roman Reinfuss, bảo tàng bắt đầu lấy tên hiện tại.